# Хейден, Джеймс
Джеймс Хейден (англ. James Hayden, 25 ноября 1953 — 8 ноября 1983) — американский актёр. Получил наибольшую известность ролью Патрика Голдберга («Простак») в фильме «Однажды в Америке».
Служил медиком в армии Соединённых Штатов. После демобилизации вернулся в Нью-Йорк и поступил в американскую Академию драматического искусства.
Был близким другом Аль Пачино. Вместе с ним с огромным успехом играл на Бродвее в спектакле «Американский буффало» по пьесе Дэвида Мэмета.
Умер от передозировки героина.

## Фильмография
- Первый смертный грех (1980)
- Marilyn: The Untold Story (ТВ) (1980)
- Разыскивающий (1980)
- The Nesting (1981)
- История Патрисии Нил (ТВ) (1981)
- The Intruder Within (ТВ) (1981)
- Однажды в Америке (1984)